# Missione 3D - Game Over
Missione 3D - Game Over (Spy Kids 3-D: Game Over) è un film del 2003 scritto e diretto da Robert Rodriguez. È il terzo film di fantaspionaggio della serie per ragazzi iniziata con Spy Kids ed evidenzia il ritorno di molti membri del cast degli ultimi due film, sebbene la maggior parte in ruoli minori e cameo.
È stato distribuito negli Stati Uniti d'America il 25 luglio 2003.

## Trama
Juni Cortez, un ex-agente della OSS, ora lavora come investigatore privato. Viene contattato dall'OSS e informato del fatto che sua sorella, Carmen Cortez, è scomparsa. Si incontra con Donagon Giggles e sua moglie Francesca, che gli spiegano come Carmen sia stata catturata dal Giocattolaio, un criminale imprigionato nel cyberspazio dall'OSS. Egli è riuscito a creare "Game Over", un videogame basato sulla realtà virtuale che intende usare per fuggire dal cyberspazio grazie ai giocatori che raggiungono l'imbattibile Livello 5. Juni accetta di avventurarsi nel gioco, salvare Carmen, e chiudere la partita.
Nel gioco, che si svolge in un ambiente completamente tridimensionale, Juni incontra tre beta-tester, Francis, Arnold e Rez, che lo lanciano sulla luna in modo da fargli affrontare meno concorrenza sul percorso verso il Livello 5. Sulla luna, Juni ottiene la possibilità di portare con sé un alleato: sceglie il nonno Valentin, che è stato sulle tracce del Giocattolaio per anni. Grazie a un power-up, il nonno riceve un abito robotizzato che gli consente di camminare. Juni incontra di nuovo i beta-tester, i quali credono che lui sia il giocatore chiamato "Il ragazzo", l'unico che potrà battere il Livello 5.
Rez non ne è convinto e lo sfida in una corsa che coinvolge un gran numero di veicoli diversi. Juni vince la gara con l'aiuto di Valentin, e Demetra, una ragazza con cui Juni aveva combattuto in precedenza per passare al livello 2, si unisce al gruppo. Lei e Juni mostrano sentimenti romantici. Arnold e Juni sono costretti a combattere tra loro, il perdente otterrà l'immediata espulsione dal gioco. Demetra si scambia di posto con Juni e viene sconfitta, apparentemente venendo eliminata dal gioco, con grande tristezza di Juni.
Il gruppo arriva al livello 4, dove Juni trova Carmen, liberata dal Giocattolaio, che permette al gruppo di andare avanti. Juni segue una mappa datagli da Demetra fino ad una gola piena di lava. Il gruppo si fa strada surfando attraverso la lava, mentre Donnogan tenta di impedire loro di raggiungere il livello 5 per salvarli, fallendo tuttavia. Fuori dalla porta del livello 5, il vero "Ragazzo" appare e apre la porta, ma solo per venire eliminato dal gioco con una scossa elettrica. Demetra riappare, affermando di essere tornata nel gioco grazie a un "glitch", un errore di programmazione, ma Carmen la identifica come il "depistatore", un programma che serve per ingannare i giocatori. Demetra conferma e si scusa con Juni. Il giocattolaio attacca il gruppo con un robot gigante, così Demetra chiude la partita in modo che Juni e gli altri possano tornare alla realtà. Tuttavia, Valentin rilascia il Giocattolaio, dato che il suo malvagio esercito di robot sta attaccando una città vicina.
Juni e Carmen chiamano a raccolta i loro familiari: i genitori Gregorio e Ingrid, lo zio Machete, la nonna e lo zio Felix. Con troppi robot da tenere a bada, Juni chiama anche la loro famiglia "allargata", cioè i personaggi dei primi due film, che li aiutano a distruggere i robot. Resta solo quello del Giocattolaio: Valentin lo affronta e rivela che è stato proprio Sebastian il Giocattolaio a condannarlo alla sedia a rotelle; tuttavia lo perdona per le sue azioni. Il giocattolaio allora disattiva il suo robot e si unisce al resto della famiglia Cortez e ai loro amici.

## Produzione
Rodriguez, che dice di giocare "un sacco di giochi" con i suoi figli, ha elaborato il concetto di base e la trama intorno a un videogioco e a dei giovani fratelli, ma solo più tardi ha deciso che poteva arricchire la storia rendendola parte del già sviluppato universo di Spy Kids.
Rodriguez ha mantenuto i costi di produzione relativamente bassi, essendo il budget dichiarato circa lo stesso di quello dei precedenti film.
Le riprese si sono svolte dal 10 gennaio al 30 aprile 2003.

## Colonna sonora
La colonna sonora del film è stata composta da Robert Rodriguez.

## Accoglienza
La risposta al film è stata principalmente negativa. In termini di critica, è stato superato da entrambi gli altri film della serie Spy Kids.
Bob Longino dell'Atlanta Journal-Constitution ha scritto che "il 3D farà male ai vostri occhi", ma ha anche affermato che ha aiutato a mascherare ciò che egli considera come la generale mancanza di una storia. Jim Lane del Sacramento News and Review ha chiamato le scene in 3D "torbide e viola, come una finestra imbrattata con gelatina d'uva." Roger Ebert ha suggerito che forse Rodriguez era trattenuto dai vincoli tecnici del film.
Mick LaSalle del San Francisco Chronicle ha notato l'assenza di Carmen per gran parte del film e ha criticato la trama che propone ripetutamente scene in cui Juni cerca di raggiungere il Livello 5. Kimberly Jones dell'Austin City Chronicle ha elogiato gli effetti grafici, ma definito troppo esile la trama e ha affermato che la quasi totale assenza dei genitori nella storia rende la continuità del tema dei legami familiari, ricorrente nelle opere di Rodriguez, molto meno importante rispetto agli altri film della serie..
Il film ha esordito con un incasso di $33,4 milioni, ma non è stato del tutto all'altezza del primo film Spy Kids. Alla fine, ha incassato 111 milioni di dollari in Nord America. Tuttavia, i suoi incassi d'oltremare sono stati il doppio di entrambi i primi due Spy Kids con 85,3 milioni di dollari, incassando in tutto il mondo un totale di 197011982 $, il che rende il film il campione di incassi della serie.

## Riconoscimenti
- 2004 - ASCAP Film and Television Music Awards
  - Top Box Office film a Robert Rodriguez
- 2004 - Young Artist Awards
  - Candidatura per il miglior cast d'insieme

## Sequel
Il film ha un sequel intitolato Spy Kids 4 - È tempo di eroi.